# Genyodectes serus
Genyodectes serus és una espècie de dinosaure teròpode ceratosaure que va viure al Cretaci inferior (Aptià) en el que actualment és Amèrica del Sud. El material de l'holotip (MLP 26-39, Museo de La Plata, La Plata, Argentina) va ser recuperat de Cañadón Grande, Departamento Paso de Indios a la província de Chubut de l'Argentina i consisteix en un musell incomplet, incloent la premaxil·la, porcions de les dues maxil·les, el dentari dret i esquerra, moltes dents, un fragment de l'esplenial esquerra, i parts dels supradentaris.